# Lokomotiva 555.3008

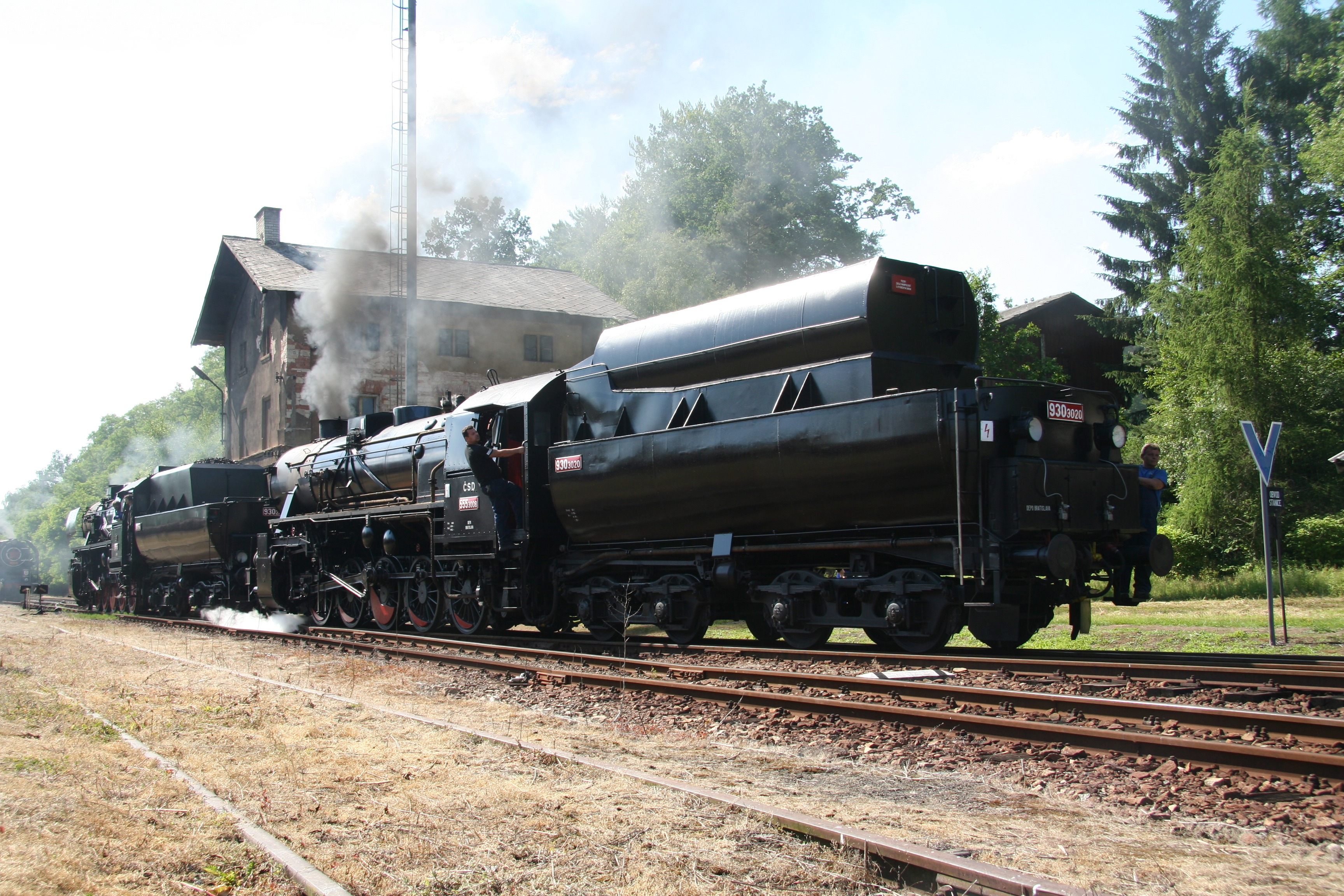
Parní lokomotiva 555.3008 v Lužné u Rakovníka při setkání lokomotiv řady 52

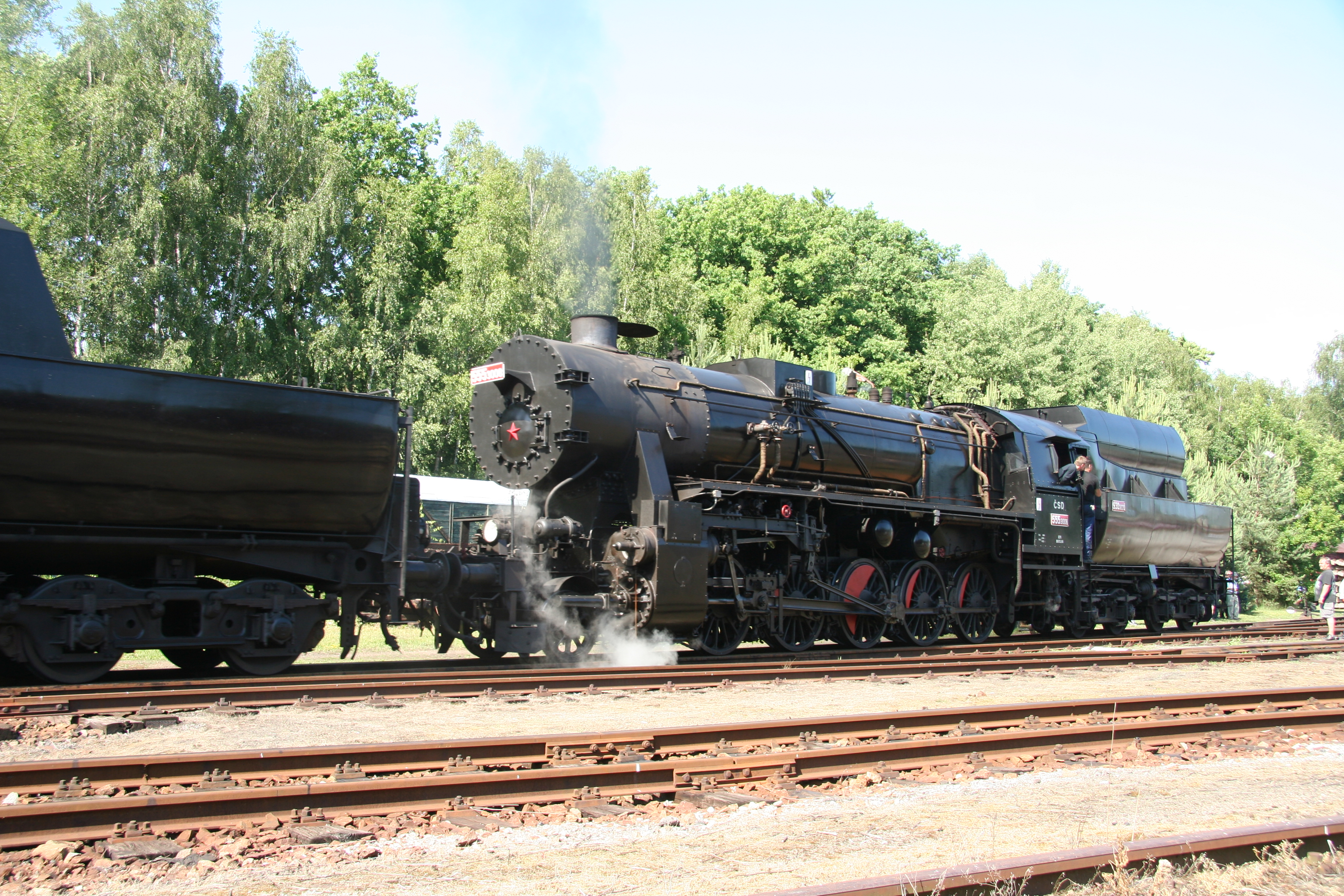
Parní lokomotiva 555.3008 v Lužné u Rakovníka při setkání lokomotiv řady 52

555.3008 je jedna z dochovaných parních lokomotiv řady 555.3, která vznikla v 60. letech přestavbou lokomotiv řady 555.0 (původně řada 52 DRB) na vytápění mazutem.

## Historie stroje
Lokomotiva byla vyrobena firmou Škoda v roce 1943 pod výrobním číslem 1523. Byla předána Deutsche Reichsbahn a zde označena 52.7447. Do Čech se krátce vrátila po konci války jako kořistní stroj, záhy ale byla předána Rakouským spolkovým drahám (ÖBB). Do Československa se natrvalo vrátila až v roce 1951. Roku 1952 jí bylo přiděleno označení 555.008 a jejímu tendru 930.2020. V rozmezí 31. října až 17. prosince 1964 byly lokomotiva i tendr přestavěny na vytápění mazutem v dílnách Ivano-Frankivsk. Rekonstruovaný stroj Československé státní dráhy převzaly 17.12.1964, číslo lokomotivy bylo změněno na 555.3008 a tendr přeznačen na 930.3020. Lokomotiva sloužila v depu Bratislava východ až do svého zrušení 16. srpna 1972, následně pak byla změněna na vytápěcí kotel K 549.
Dne 1. listopadu 1983 se dostala do muzejních sbírek Muzejně dokumentačního centra Bratislava (MDC), do roku 1999 se nacházela v depozitáři MDC v Kútech, odkud byla přepravena do depa Bratislava východ. V letech 1999 až 2011 prošla náročnou opravou do provozního stavu (včetně použití některých dílů z mazutky 555.3254). 29. října 2011 vykonala technicko-bezpečnostní zkoušku (TBZ) a stala se tak jedinou provozní parní lokomotivou na kapalná paliva na Slovensku (je stále nazývána Mazutkou, ale z technických důvodů se v ní topí topným olejem).
Stroj je jedním z exemplářů sbírky Železničního muzea Slovenské republiky v Bratislavě.